# The City of Lost Children
The City of Lost Children — приключенческая компьютерная игра, разработанная и изданная Psygnosis в 1997 году для DOS, а позднее — для PlayStation. Игра основана на одноимённом фильме. В Японии игра издавалась под названием Lost Children: The City of Lost Children (яп. ロストチルドレン: 失われた子供たちの街 Rosuto Chirudoren: Ushinawareta Kodomo-Tachi No Machi).

## Сюжет
Сюжет игры в целом следует общему сюжету фильма. Игрок берёт на себя роль одного из персонажей фильма — девочки по имени Миетт.
В некоем мрачном Городе учёный Кранк потерял способность видеть сны. Чтобы вернуть эту способность, он устроил лабораторию в своём замке для проведения экспериментов. Спустя некоторое время в городе стали пропадать дети, в числе которых оказался брат силача Уана из гастролирующего в городе цирка. Он просит девочку Миетт помочь ему в поисках.

## Критика
| Сводный рейтинг    | Сводный рейтинг         |
| Агрегатор          | Оценка                  |
| ------------------ | ----------------------- |
| GameRankings       | 60 % (PC) 54,50 % (PS)  |
| Иноязычные издания |                         |
| Издание            | Оценка                  |
| AllGame            | (PC) · (PS)             |
| Edge               | 4/10 (PS)               |
| EGM                | 6,125/10 (PS)           |
| Game Informer      | 5,5/10 (PS)             |
| GameSpot           | 4,6/10 (PC) 3,8/10 (PS) |
| IGN                | 5/10 (PS)               |
| Next Generation    | (PC)                    |
| PC Gamer (US)      | 48 %                    |
| PC Zone            | 84 %                    |

Игра получила сдержанные и средние оценки среди критиков: рейтинг GameRankings для DOS-версии составляет 60 %, для PlayStation — 54,50 %.
Рецензенты отметили завораживающую и атмосферную графику, однако большинству из них не понравились трудности при поиске предметов и неспешное повествование.